# Irozato mitokoro zetai
Irozato Mitokoro Zetai (Famiglie di tre quartieri di piacere) è un'opera di Ihara Saikaku, scrittore giapponese vissuto nel XVII secolo.
Quest'opera è il resoconto del fallimento di un ricco cliente di bordelli ma, al contrario delle altre opere di Saikaku, è stato descritto da Teruoka Yasukata come “eccessivamente volgare e osceno”, decadendo così al livello più basso delle opere di Saikaku.
Gli altri romanzi di Saikaku, a cominciare da Vita di un libertino (Koshoku ichidai otoko), contengono a malapena un passaggio che può offendere i lettori di oggi. Ma in Irozato Mitokoro Zetai (Famiglie di tre quartieri di piacere, in inglese Households of Three Pleasure Quarters) la meccanica descrizione delle orge diviene fortemente erotica, non avendo la verve di Vita di un libertino né l'amore di Cinque donne amorose (Koshoko gonin onna). Alla fine l'eroe del romanzo, Sotoemon, avendo sperperato la sua fortuna nei quartieri di piacere di Kyōto, Osaka e Edo (l'attuale Tokyo), muore di “esaurimento sessuale”, assieme alla sua compagna di quel momento.